# Oligoclada sylvia
Oligoclada sylvia is een libellensoort uit de familie van de korenbouten (Libellulidae), onderorde echte libellen (Anisoptera).
De wetenschappelijke naam Oligoclada sylvia is voor het eerst geldig gepubliceerd in 1889 door Kirby.